# Bergisch Gladbach
Bergisch Gladbach er en by i Tyskland i delstaten Nordrhein-Westfalen med omkring 105 000 indbyggere. Byen er administrationssæde for landkreisen Rheinisch-Bergischer Kreis. Bergisch Gladbach ligger på østsiden af Rhinen, omtrent 10 km øst for Köln.
Hovederhverv i byen er papirproduktion, trykning, glas og tekstiler.

## Historie
Tidlige bosættelser eksisterede i 1200-tallet, men byen blev først officielt grundlagt i 1856.
Ordet «Bergisch» i navnet kommer af at byen lå i jarldømmet Berg, og blev lagt til for at skille den fra Mönchengladbach. I 1975 blev byen slået sammen med nabobyen Bensberg og fik derved over 100.000 indbyggere i 1977.